# Пайза (фильм)
«Пайза́» или «Земляк» (итал. Paisà) — кинофильм режиссёра Роберто Росселлини, снятый в 1946 году в стиле итальянского неореализма. В фильме отображена итальянская кампания Второй мировой войны и трудности общения людей, разговаривающих на разных языках и относящихся к разным культурам. Лента состоит из шести эпизодов.

## Сюжет

### Эпизод первый
Во время Сицилийской операции американский патруль приходит в деревню. Кармелла вызывается проводить их через минное поле. Они приходят в прибрежный замок. Патруль идёт дальше, оставив Джо с Кармеллой в замке. Они пытаются общаться. Немецкий снайпер ранит Джо. Кармелла прячет его в подвале. Немцы приходят в замок. Джо умирает. Кармелла стреляет в немцев. Те сбрасывают её со скал, а товарищи Джо, найдя его труп, думают, что его убила Кармелла.

### Эпизод второй
В Неаполе беспризорник Паскуале заводит пьяного американского солдата-негра Джо в развалины и крадёт его ботинки, когда тот заснул. На следующий день Джо во время патрулирования ловит Паскуале, когда тот крадёт ящики из грузовика. Джо требует возвратить ботинки. Но когда узнаёт, что у Паскуале погибли родители, отказывается от них.

### Эпизод третий
Через полгода после освобождения в Риме проститутка Франческа приводит в номер пьяного американского солдата Фреда. Не узнав её, тот рассказывает, как после входа его части в Рим встретил Франческу, и как она понравилась тогда ему. Франческа оставляет свой адрес домохозяйке и просит передать Фреду. На следующий день она ждёт Фреда, а Фред, ошибочно решив, что адрес на записке принадлежит публичному дому, рвёт записку с адресом и едет в часть.

### Эпизод четвёртый
Идут бои за Флоренцию. Освобождена южная часть, В северной немцы ведут бои с партизанами. Взорваны все мосты, кроме Понте Веккьо. Американская медсестра Гарриет узнаёт, что там сражается её знакомый художник Гуидо, ставший командиром партизан по кличке Lupo. Вместе с партизаном Максимо Гарриет проникает в северную часть Флоренции. Там она узнаёт, что Lupo убит.

### Эпизод пятый
Три американских капеллана останавливаются в католическом францисканском монастыре по приглашению монахов. Монахи узнают, что один из капелланов — протестант, а другой еврей. Они пытаются убедить капеллана-католика, чтобы тот их обратил в истинную веру — католичество.

### Эпизод шестой
Партизаны совместно с американцами сражаются в дельте По. Немцы проводят против них операцию и захватывают много пленных. Партизан, на которых не распространяются Женевские конвенции, топят в реке. При этом расстреливают двух возмущённых пленных солдат.

## В ролях
- Кармела Сацио — Кармела (эпизод 1)
- Роберт ван Лун — Джо (эпизод 1)
- Дотс Джонсон — Джо (эпизод 2)
- Альфонсино Паска — Паскуале (эпизод 2)
- Мария Мичи — Франческа (эпизод 3)
- Гар Мур — Фред (эпизод 3)
- Харриет Медин — Харриет (эпизод 4)
- Ренцо Аванцо — Массимо (эпизод 4)
- Уильям Таббс — Капитан Билл Мартин (эпизод 5)
- Дейл Эдмондс — Дейл (эпизод 6)

## Интересные факты
- Каждый эпизод, кроме последнего, начинается с документальных кадров.
- География фильма отражает поход Джузеппе Гарибальди.[1]
- В одном из эпизодов был снят реальный труп человека.[источник не указан 3483 дня]

## Награды и номинации
- 1946 — Премия Национальной ассоциации аудиовизуальной и кинематографической промышленности (ANICA) и международной комиссии журналистов на Венецианском кинофестивале.
- 1947 — три премии «Серебряная лента»: лучший фильм, лучший режиссёр (Роберто Росселлини), лучшая музыка (Ренцо Росселлини).
- 1948 — премии Национального совета кинокритиков США за лучший фильм и лучшую режиссуру (Роберто Росселлини).
- 1949 — номинация на премию BAFTA за лучший фильм.
- 1950 — номинация на премию «Оскар» за лучший сценарий (Серджо Амидеи, Федерико Феллини, Марчелло Пальеро, Альфред Хейз, Роберто Росселлини).
- 1950 — премия журнала «Кинэма Дзюмпо» за лучший фильм на иностранном языке.